# 白鹭
白鹭（学名：Egretta garzetta），又称白鷺，是鷺科中的一種小型鷺。牠是一種白色的鳥，具有細長的黑色喙、長黑腿，以及在西部種群中有黃色的腳。作為一種水鳥，牠在淺水和陸地上覓食，食用各種小型生物。繁殖有群居習性，常與其他水鳥一起，在樹、灌木或蘆葦灘上用樹枝搭建巢穴。每窩產下三到五枚藍綠色的蛋，由雙親共同孵育約三週。幼鳥大約在六週大時長出成鳥羽毛。
牠的繁殖區分佈在溫暖的溫帶到熱帶的亞洲、非洲、澳洲和歐洲的濕地。作為一個成功的外來物種，其分佈範圍逐漸向北擴展，目前在英國已有穩定且能持續的種群。
在較溫暖的地區，大多數小白鷺是留鳥；北方的種群，包括許多歐洲的個體，會遷徙到非洲和南亞過冬。繁殖季節結束後，這些鳥在夏末可能也會向北流浪，牠們的分散傾向可能有助於最近分佈範圍的擴大。曾經是西歐的常見物種，於19世紀因大量獵捕來裝飾帽子的羽毛而在西北歐當地滅絕，在南部變得稀少。大約在1950年，南歐開始引入保護法來保護這個物種，其數量開始增加。到21世紀初，再次在法國、荷蘭、愛爾蘭和英國繁殖。其分佈範圍持續向西擴展，並開始擴散到新大陸；1954年首次在巴巴多斯被發現，並於1994年首次在該地有繁殖紀錄。國際自然保護聯盟評估其全球保護狀況為「無危」。

## 分類
小白鷺由瑞典博物學家卡爾·林奈於1766年在其Systema Naturae的第十二版中做物種描述，使用的雙名法名稱為Ardea garzetta。 現在與其他12個物種一起被歸入白鷺屬（Egretta），該屬由德國博物學家約翰·萊茵霍爾德·福斯特於1817年引入，以小白鷺為模式種。 屬名來自普羅旺斯語Aigrette，意為「小鷺」，是Aigron，即「鷺」的縮小形式。種小名garzetta來自意大利語，這種鳥的名字是garzetta或sgarzetta。
有兩個亞種被認可：
- E. g. garzetta （林奈, 1766） – 指名亞種，分佈於歐洲、非洲及大部分亞洲（東南亞除外）
- E. g. nigripes （Temminck, 1840） – 分佈於巽他群島、澳洲和紐西蘭

過去有三個其他小白鷺的分類一度被列為小白鷺的亞種，但現在被認為是兩個不同的物種。這些是黃喉岩鷺Egretta gularis，分佈於西非海岸線（Egretta gularis gularis）及從紅海到印度（Egretta gularis schistacea），以及礁鷺（Egretta dimorpha），分佈於東非、馬達加斯加、科摩羅和阿爾達布拉群島。

## 描述

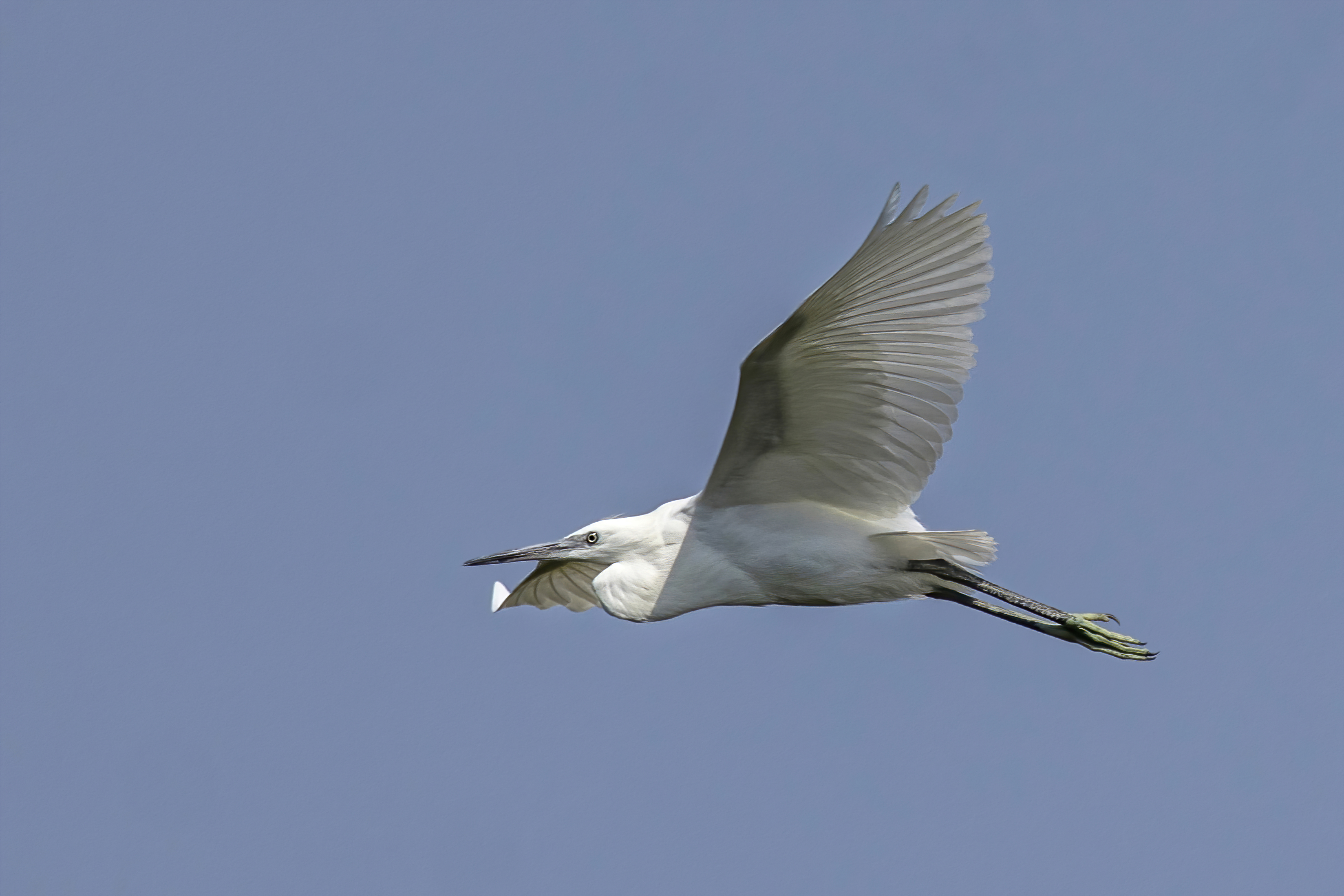
In flight, Cyprus

成年小白鷺身長55—65 cm（22—26英寸），翼展88—106 cm（35—42英寸），體重350—550 g（12—19 oz）。其羽毛通常是全白的，但也有大部分是藍灰色羽毛的暗色型。在繁殖季節，成鳥的後頸部有兩根長長的飾羽形成羽冠。這些飾羽大約有150 mm（6英寸），尖而非常狹窄。胸部也有類似的羽毛，但羽枝較為稀疏。肩胛部有幾根延長的羽毛，羽枝長而鬆散，可能長達200 mm（8英寸）。在冬季，羽毛類似，但肩胛部的羽毛較短，外觀更為正常。喙細長，喙和喙縫為黑色。下喙基部和眼周有一塊灰綠色的裸露皮膚，眼睛有黃色的虹膜。腿為黑色，腳為黃色。幼鳥類似於非繁殖期的成鳥，但腿是綠黑色，腳較為暗淡的黃色，可能有一定比例的灰色或棕色羽毛。亞種nigripes的特徵是喙與眼睛之間的皮膚是黃色的，腳則是黑色的。在求偶高峰期，喙縫會變紅，黃腳種群的腳也會變紅。

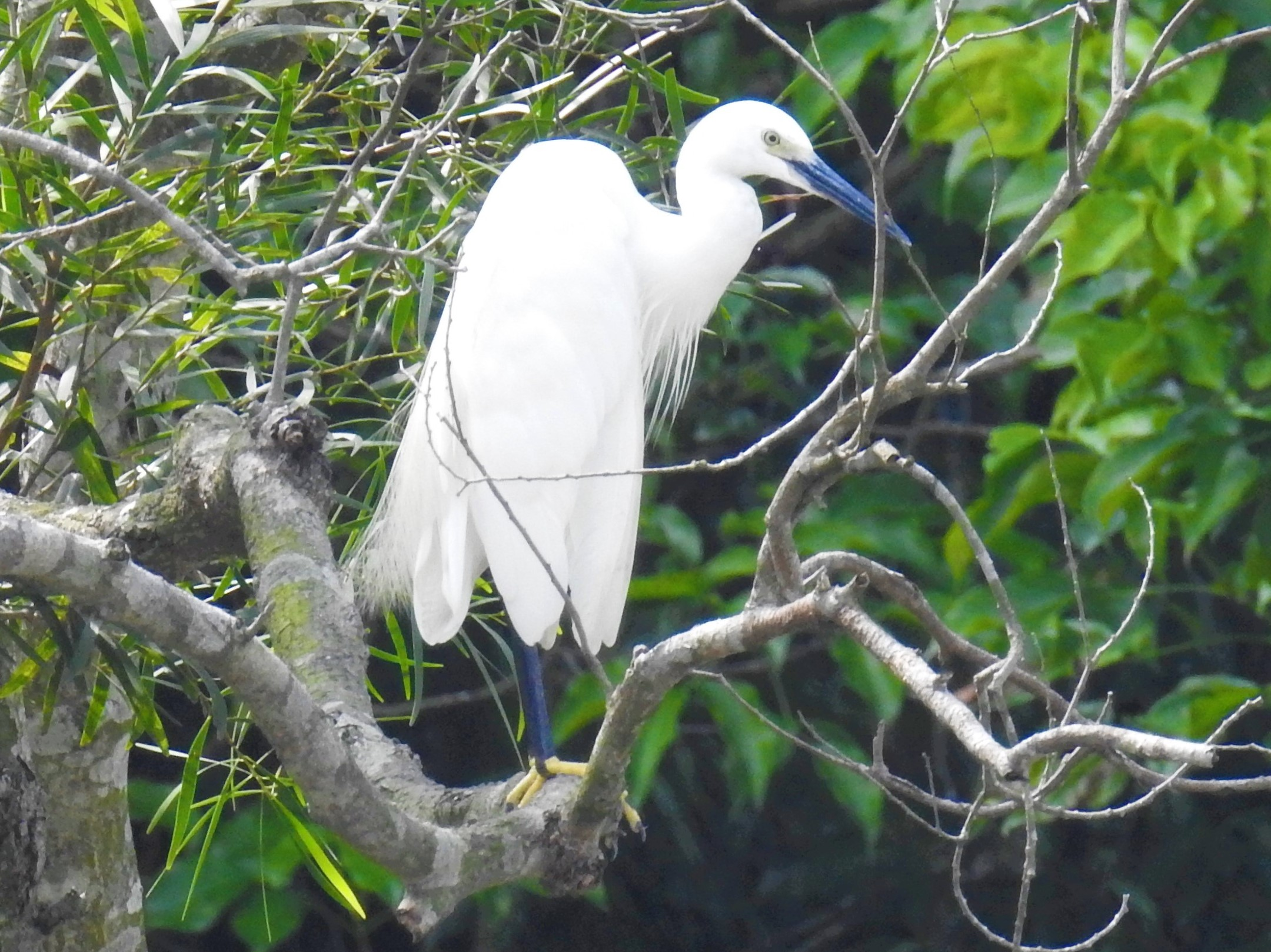
Blue beak little egret, Taiwan 2018

小白鷺大多數時候並不鳴叫，但在繁殖地會發出各種呱呱和咕嚕聲，受到驚擾時會發出刺耳的警告叫聲。對人耳來說，這些聲音與牠有時共處的夜鷺（Nycticorax nycticorax）和牛背鷺（Bubulcus ibis）的聲音無法區分。

## 分佈和棲地

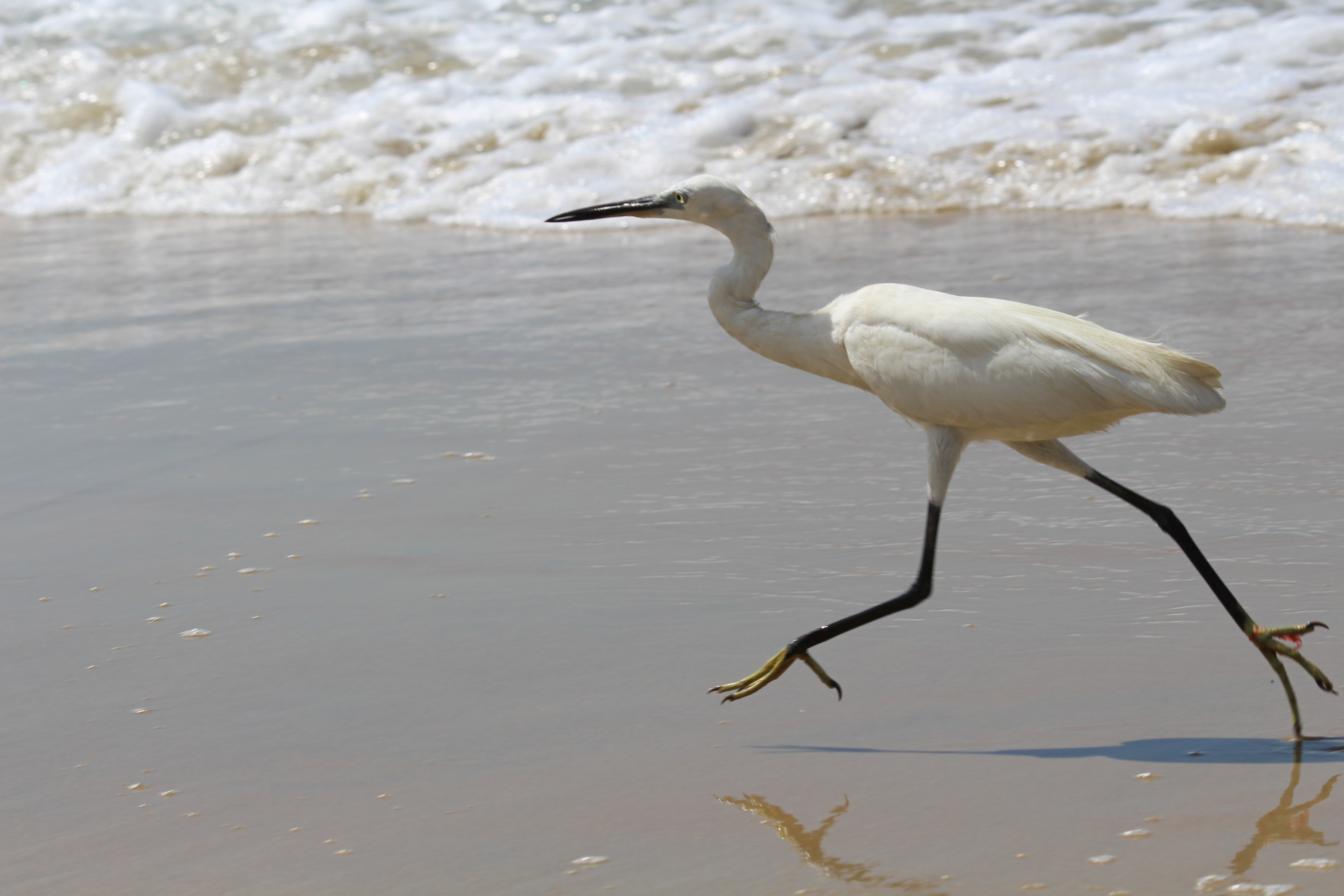
瓦爾卡拉 海灘上的小白鷺，喀拉拉邦，印度

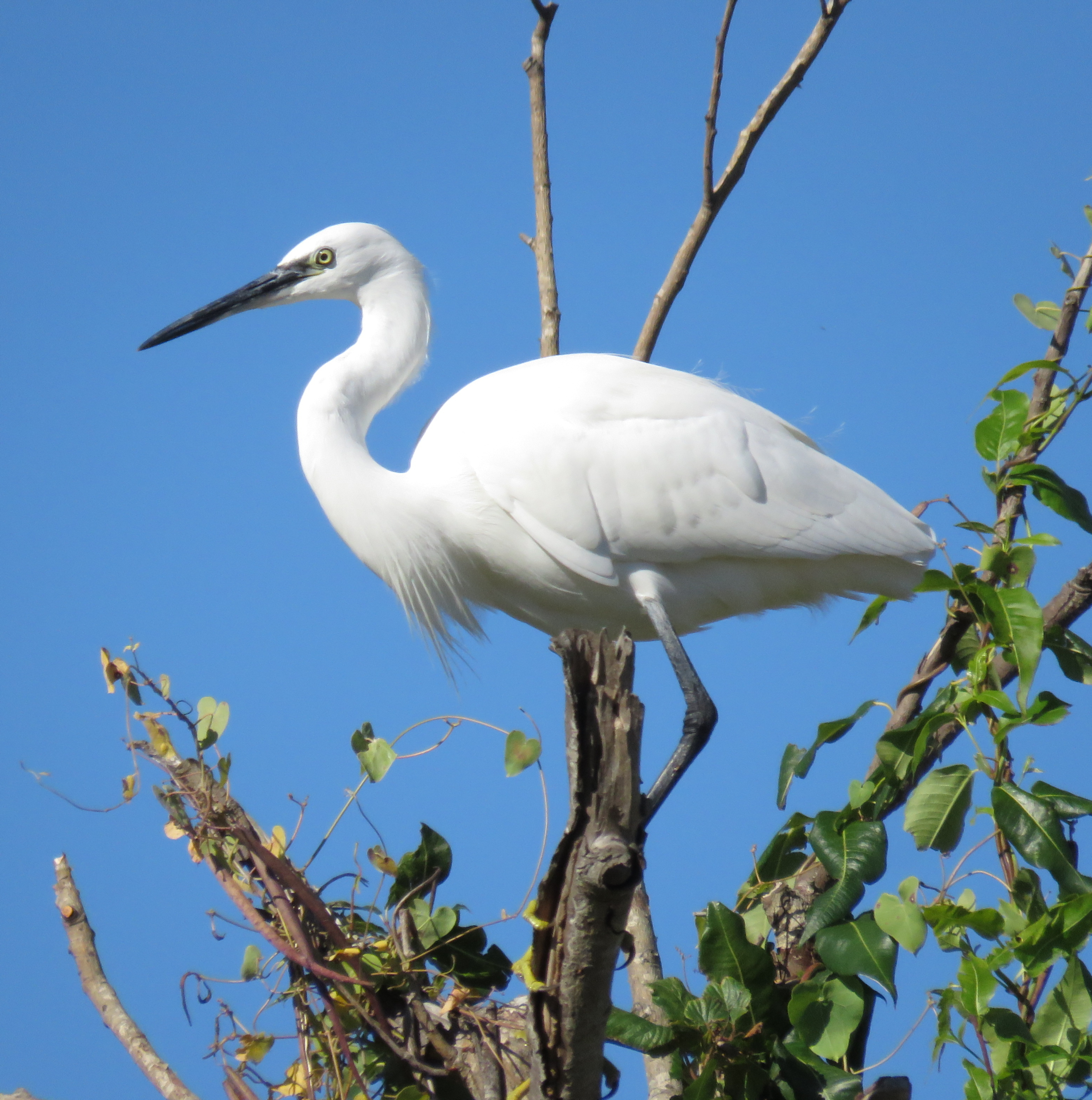
Egretta garzetta 站在樹上，希臘

西部種群（E. g. garzetta）的繁殖範圍包括南歐、中東、大部分非洲和南亞。北歐種群是候鳥，大多遷徙到非洲，但有些會留在南歐，而部分亞洲種群會遷徙到菲律賓。東部種群（E. g. nigripes）常居於印尼和新幾內亞，而E. g. immaculata則棲息於澳大利亞和紐西蘭，但不在後者繁殖。在20世紀末，小白鷺的分佈範圍向北擴展到歐洲和新大陸，1994年在巴巴多斯建立了一個繁殖種群。此後，這些鳥類在加勒比海地區和美國大西洋沿岸蔓延開來。
小白鷺的棲地範圍廣泛，包括湖泊、河流、運河、池塘、潟湖、沼澤和被淹沒的土地，牠更喜歡開闊地區而非密集的遮蔽地。在海岸地區，牠棲息於紅樹林地區、沼澤、泥灘、沙灘和礁石。意大利的稻田是其重要的棲地，而在非洲，沿海和紅樹林地區尤為重要。牠經常在牛群或其他有蹄類動物之間活動。

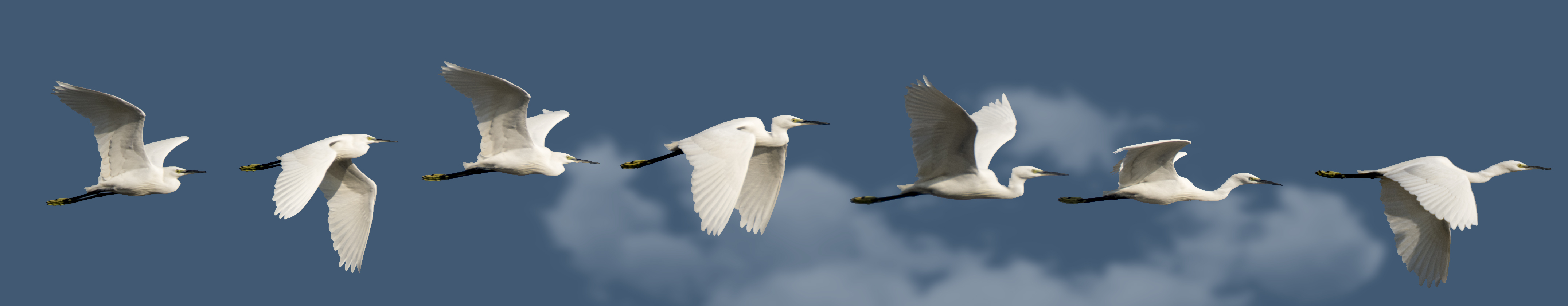
小白鷺的飛行圖案

在中国主要见于长江以南各地和海南岛，在中部地区多为候鸟，南方大多为留鸟。台灣也普遍可見。

## 行為
小白鷺是群居鳥類，常常成群結隊。然而，個體鳥類不容忍其他鳥類過於靠近牠們選擇的覓食地點，但這取決於獵物的豐富程度。

### 食物和覓食

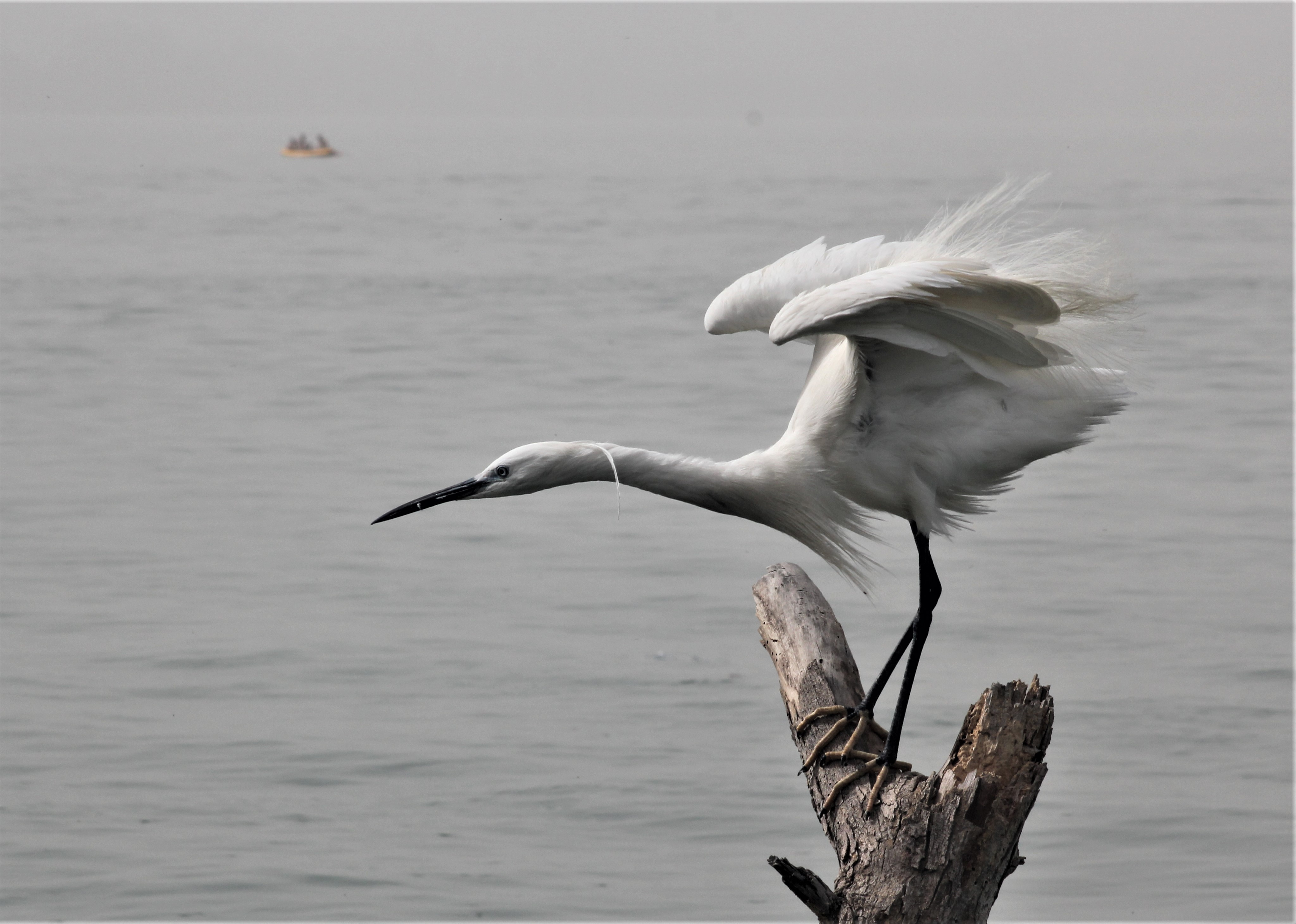
小白鷺尋找魚，加利利海, 以色列

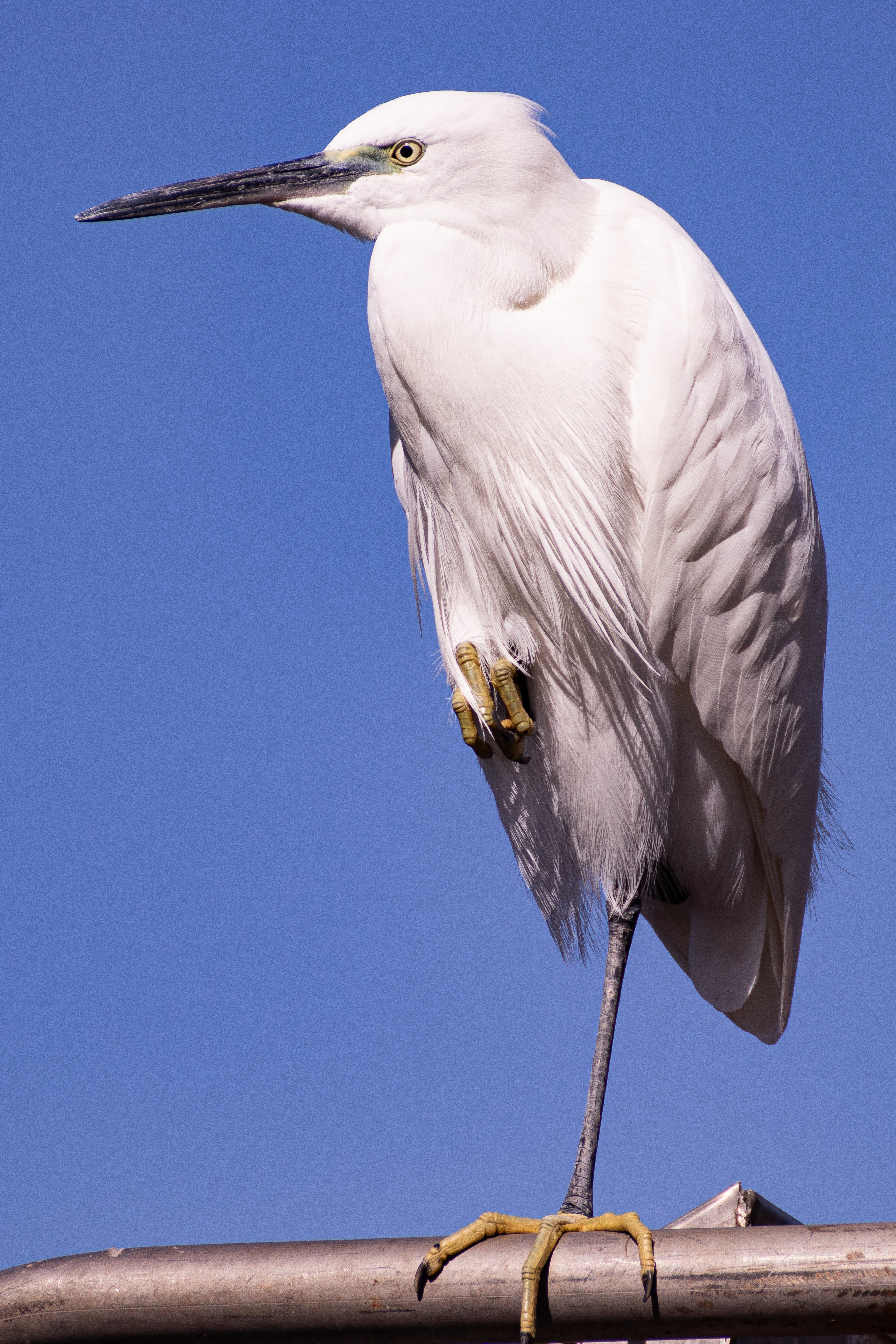
小白鷺，單腳站立，加利利海，以色列

牠們使用多種方法來獲取食物；牠們在淺水中潛行獵物，經常以翅膀高高揚起跑動或拖曳腳步以驚動小魚，或者靜止等待伏擊獵物。牠們會利用鸕鶿驚動魚群或人類投擲麵包吸引魚群的機會獵食。在陸地上，牠們會在追逐獵物時步行或奔跑，吃由放牧的牲畜驚動的生物和牲畜上的蜱蟲，甚至會食腐. 牠們的食物主要是魚，但也吃兩棲動物、小型爬行動物、哺乳動物和鳥類，以及甲殼類、軟體動物、昆蟲、蜘蛛和蠕蟲。

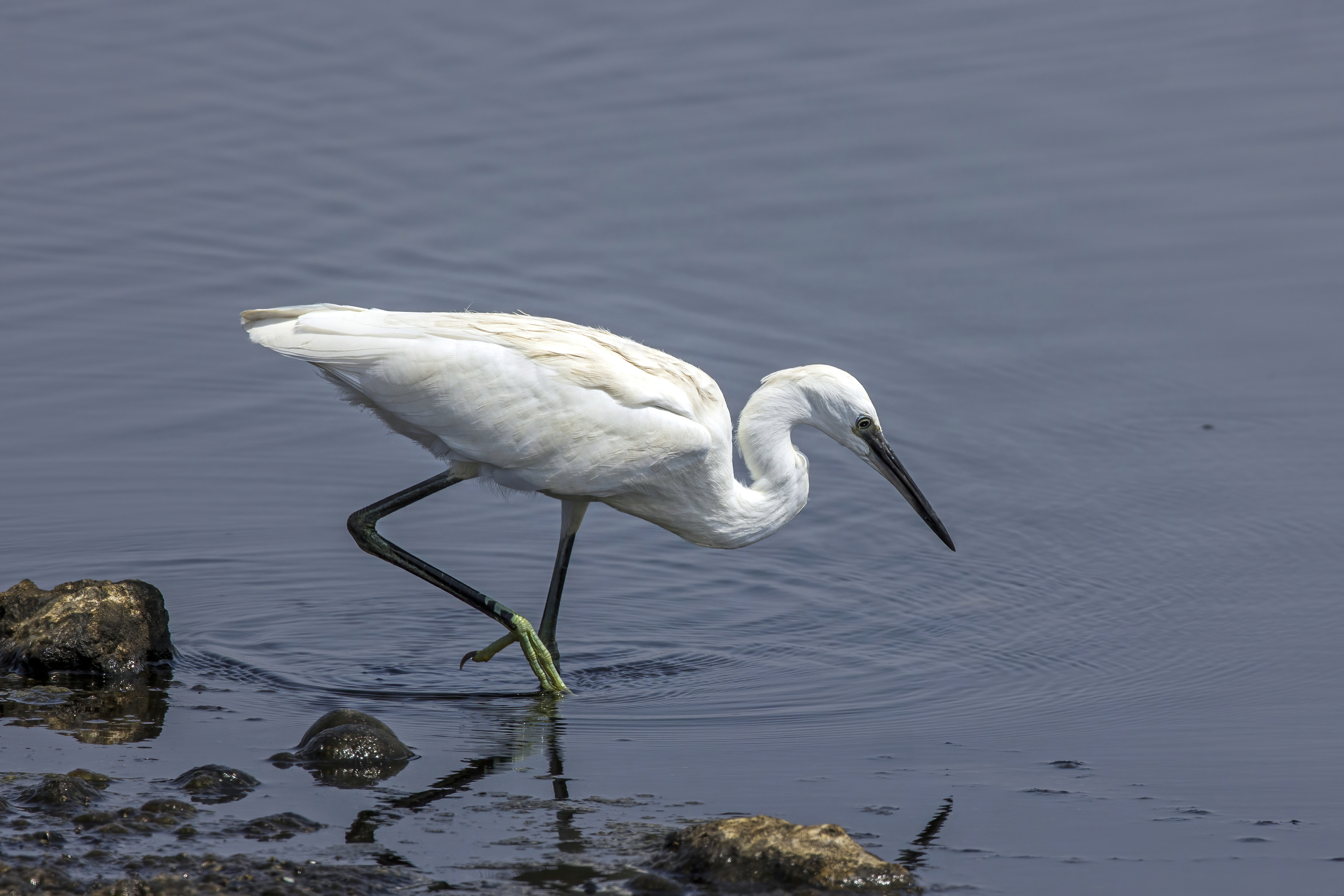
獵魚, 塞浦路斯
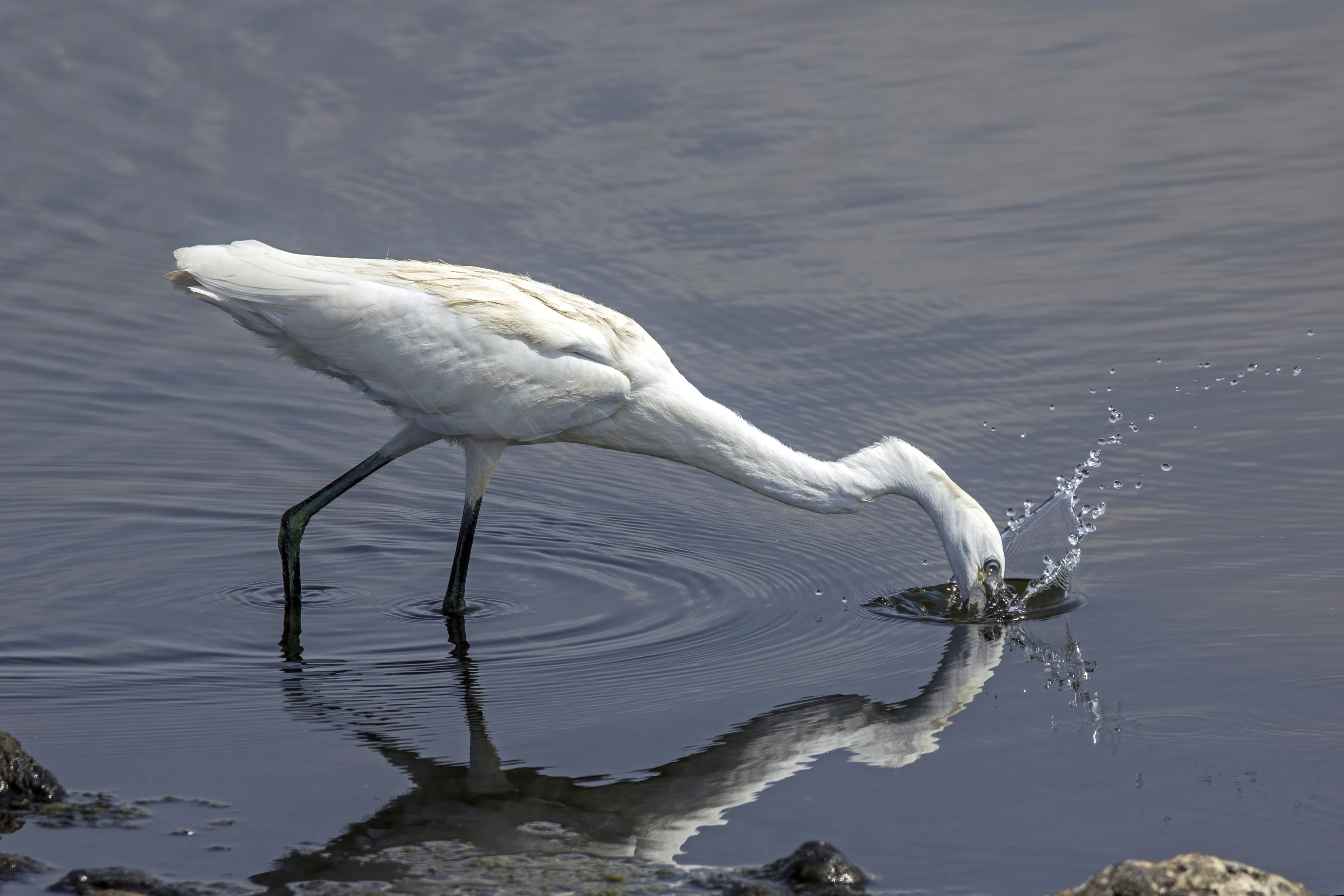
獵魚, 塞浦路斯
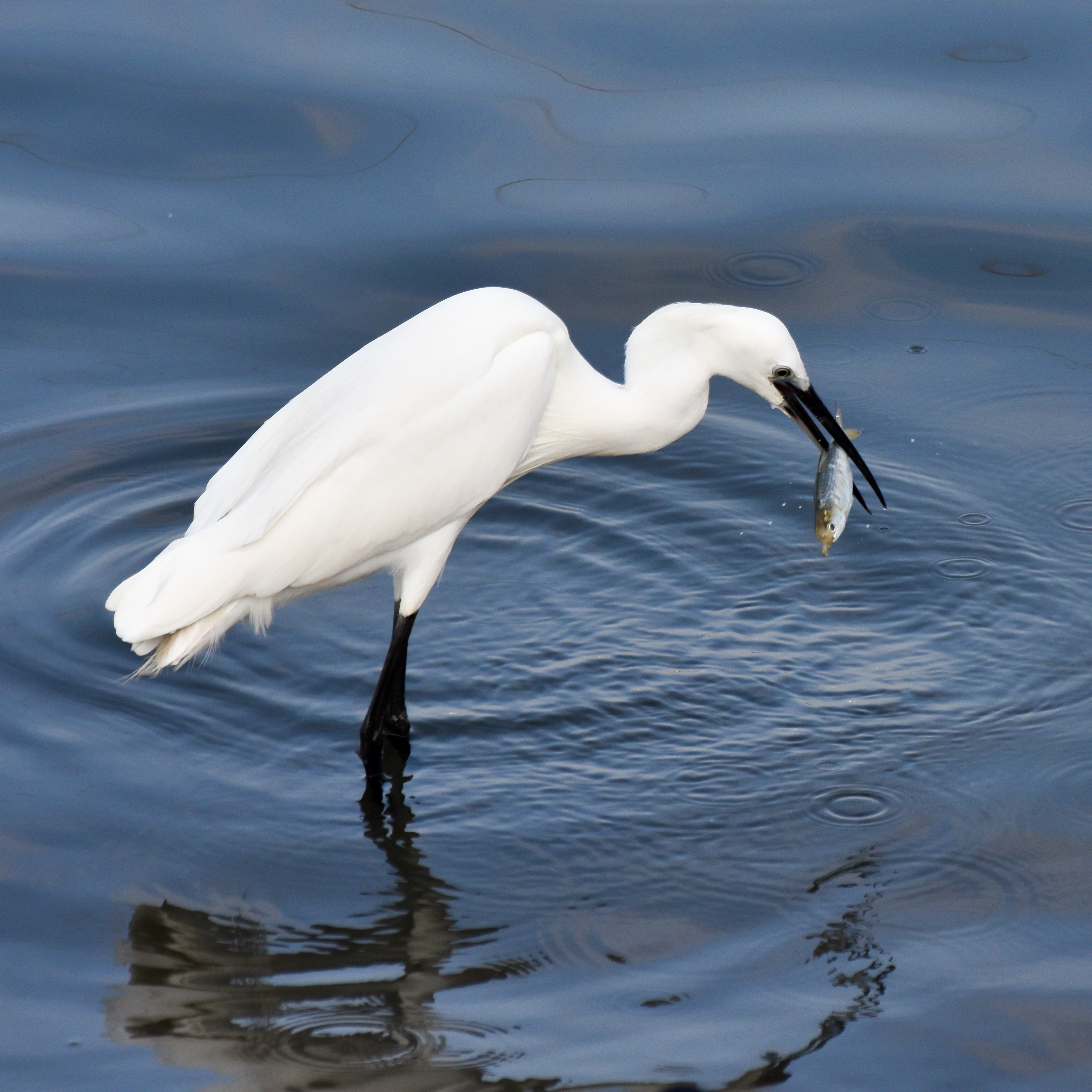
獵魚 1 - 捕捉，穆圖卡杜，印度
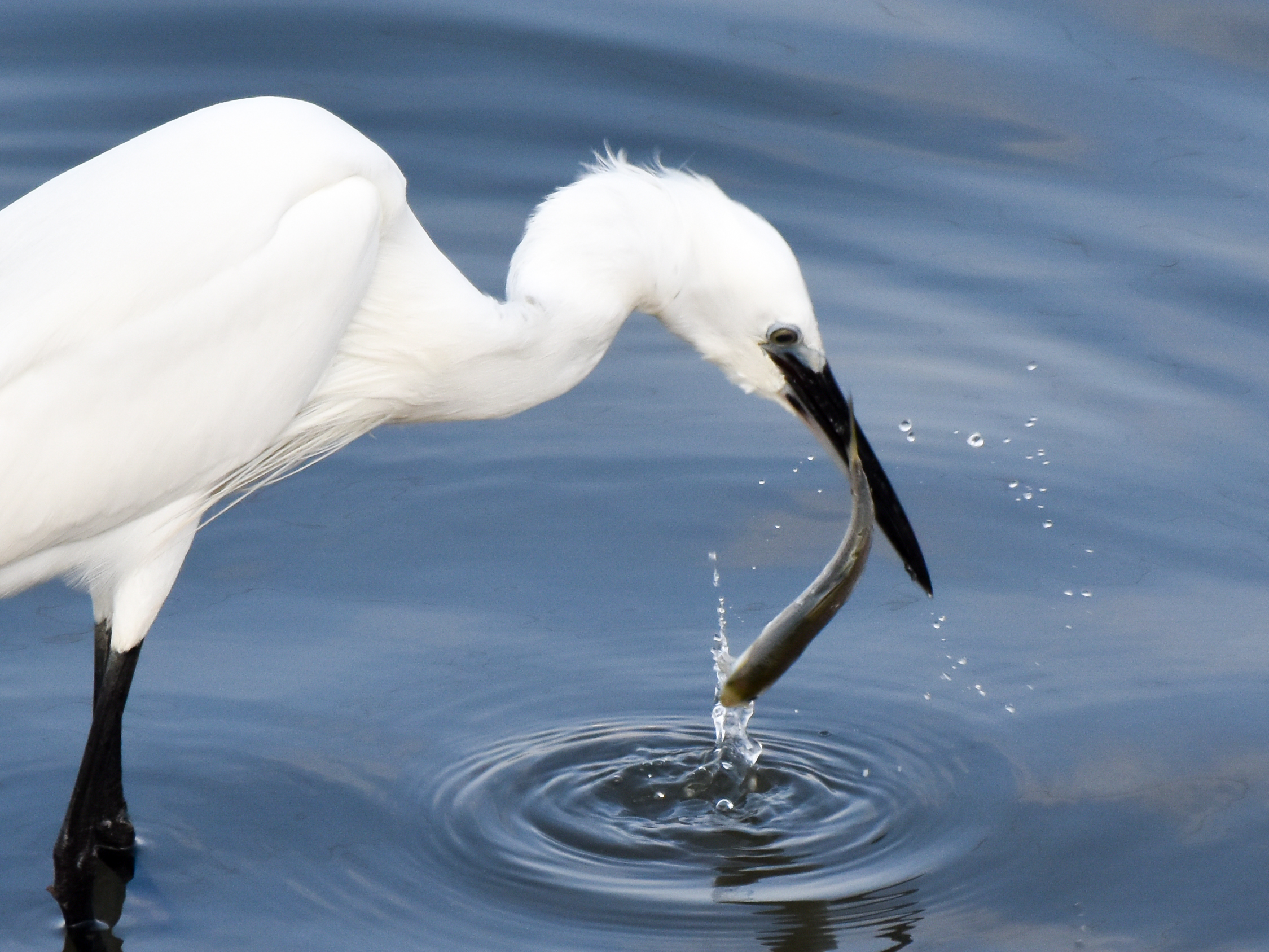
獵魚 2 - 捕捉，穆圖卡杜，印度
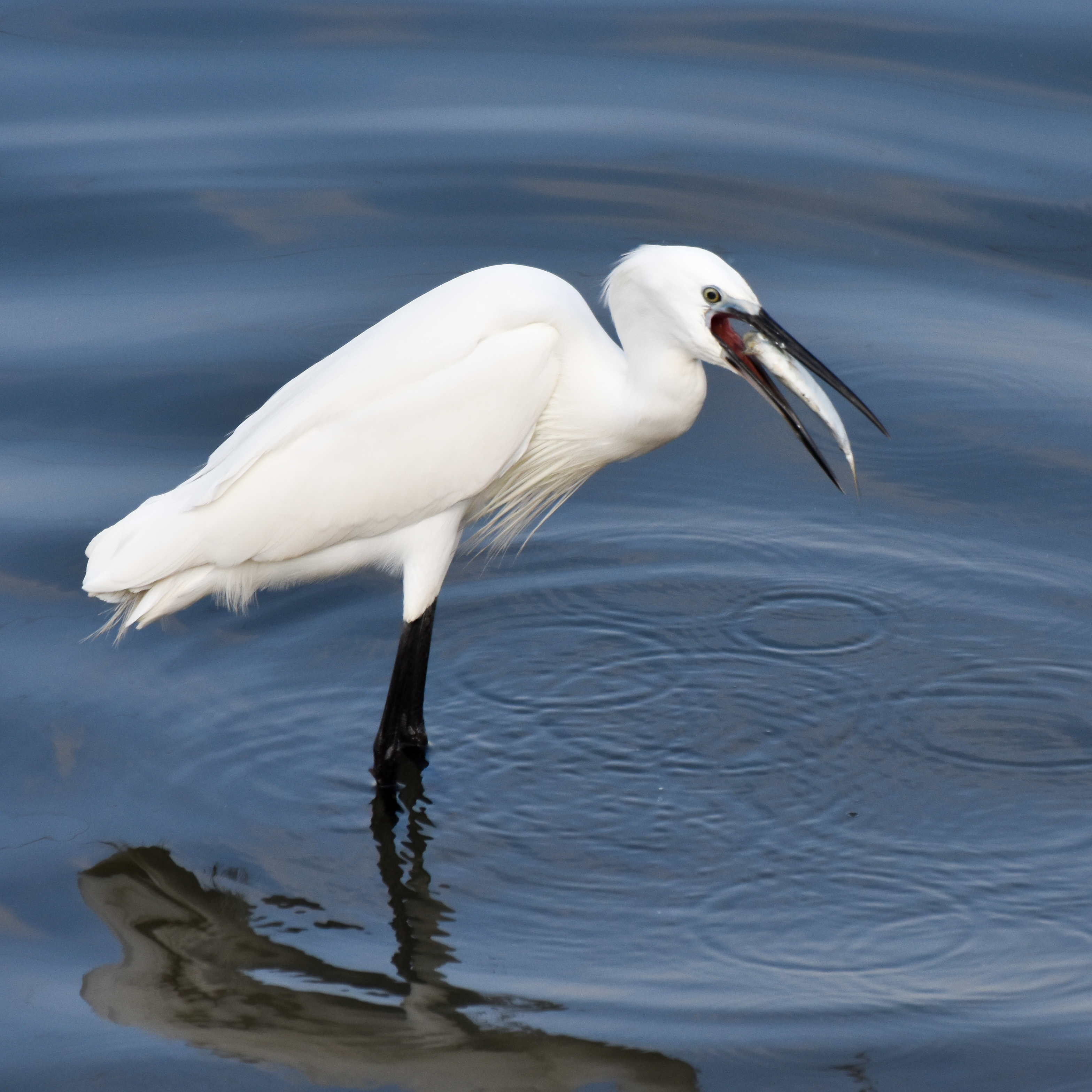
獵魚 3 - 捕捉在喙中，穆圖卡杜，印度
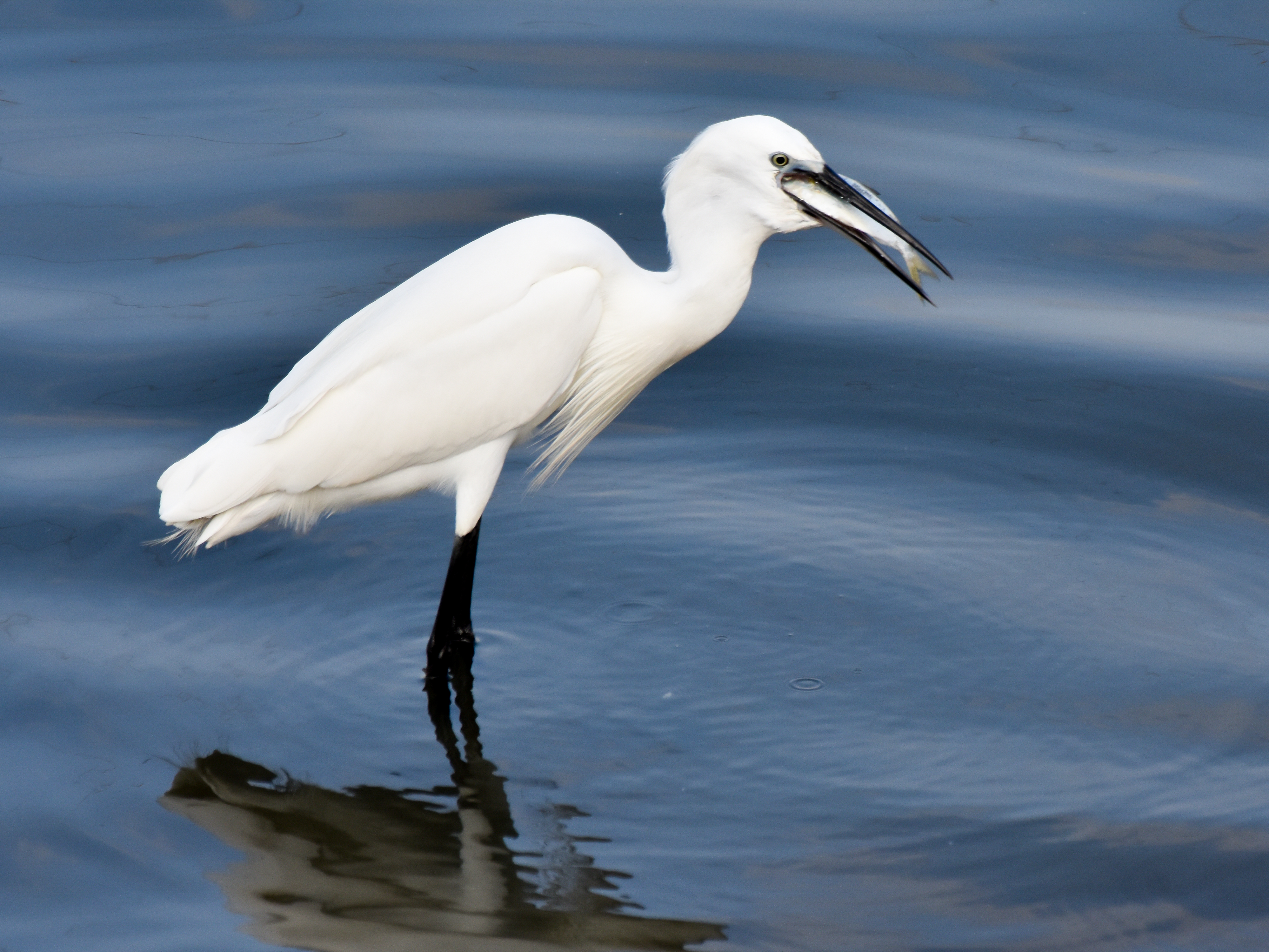
獵魚 4 - 吞入, 穆圖卡杜, 印度
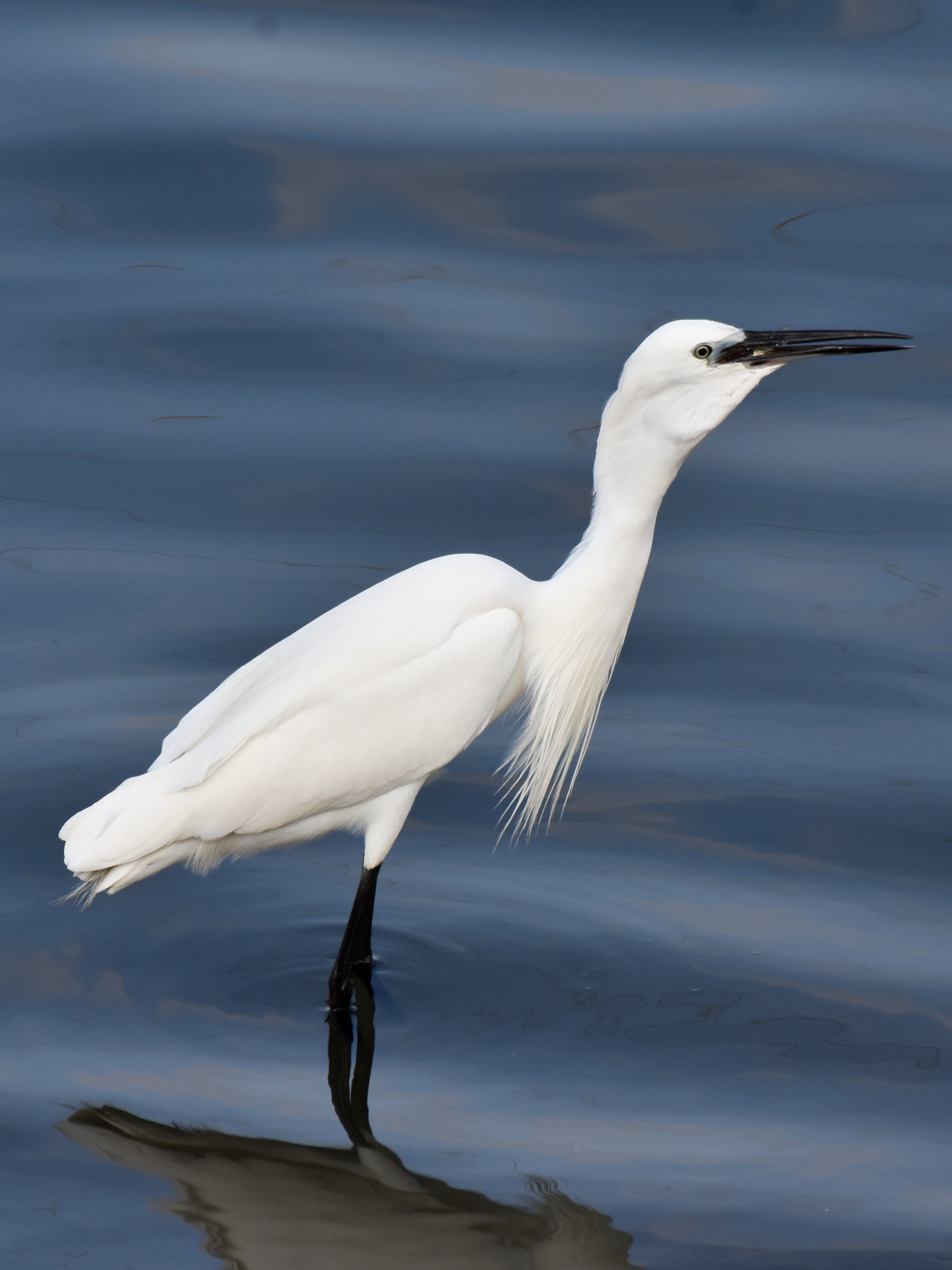
獵魚 5 - 吞入, 穆圖卡杜, 印度

### 繁殖
小白鷺成群築巢，經常與其他涉水鳥共處。在印度西部海岸，這些群落可能位於城市地區，伴生鳥類包括牛背鷺（Bubulcus ibis）、夜鷺（Nycticorax nycticorax）和黑頭白䴉（Threskiornis melanocephalus）。在歐洲，伴生的鳥類可能有白翅黃池鷺（Ardeola ralloides）、牛背鷺、夜鷺和彩鹮（Plegadis falcinellus）。巢通常是用樹枝在樹或灌木中、蘆葦灘或竹林中搭建的平台。在某些地區，如維德角群島，這些鳥在懸崖上築巢。已配對的鳥會保護一個小的繁殖領域，通常從巢穴向外擴展約3至4米（10至13英尺）。三到五枚蛋由雌雄孵化21到25天後孵化。蛋呈橢圓形，殼色為淡藍綠色且無光澤。幼鳥覆蓋白色的絨羽，由雌雄照顧，並在40到45天後長出成鳥羽毛。

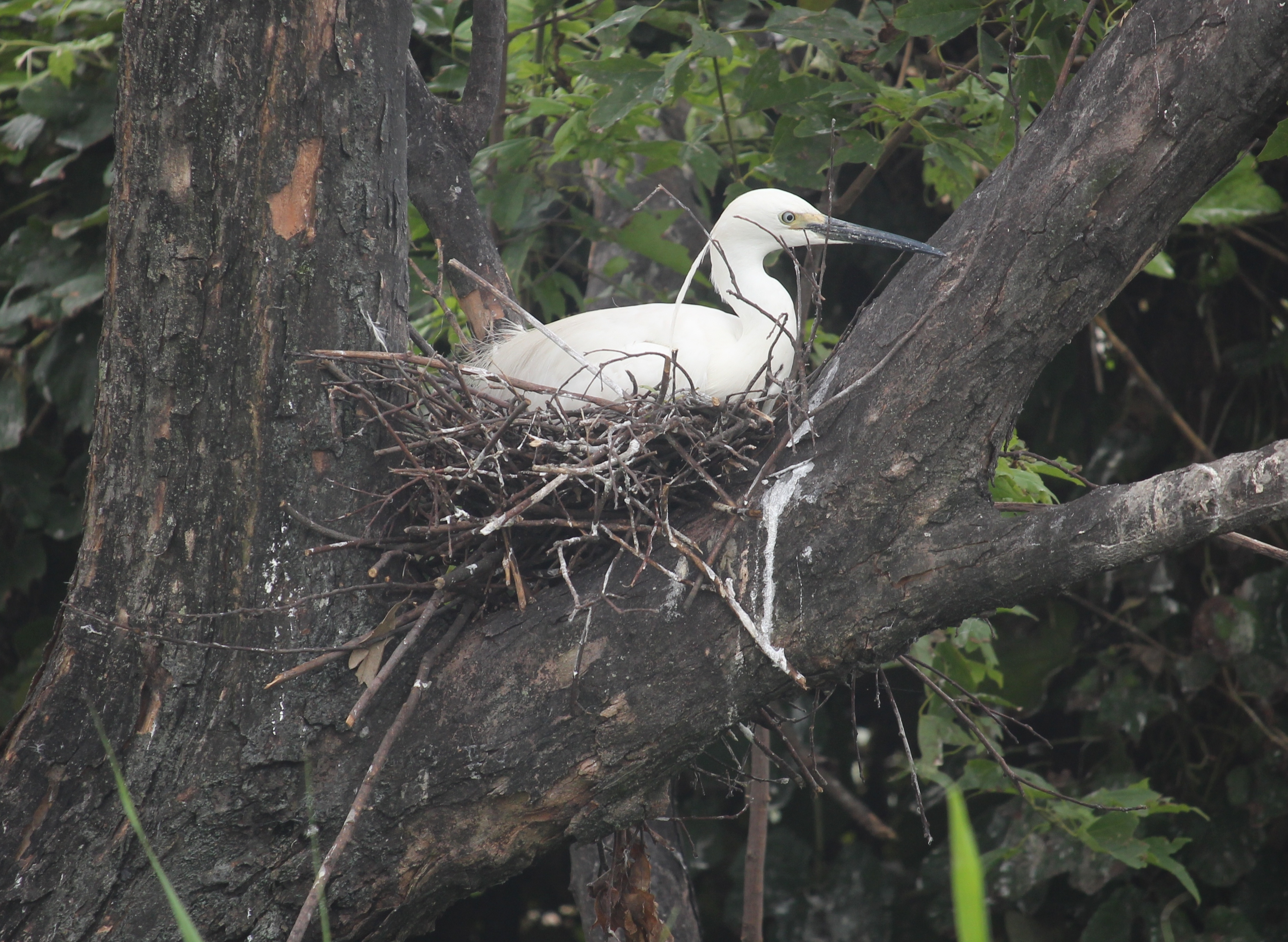
在巢中孵蛋
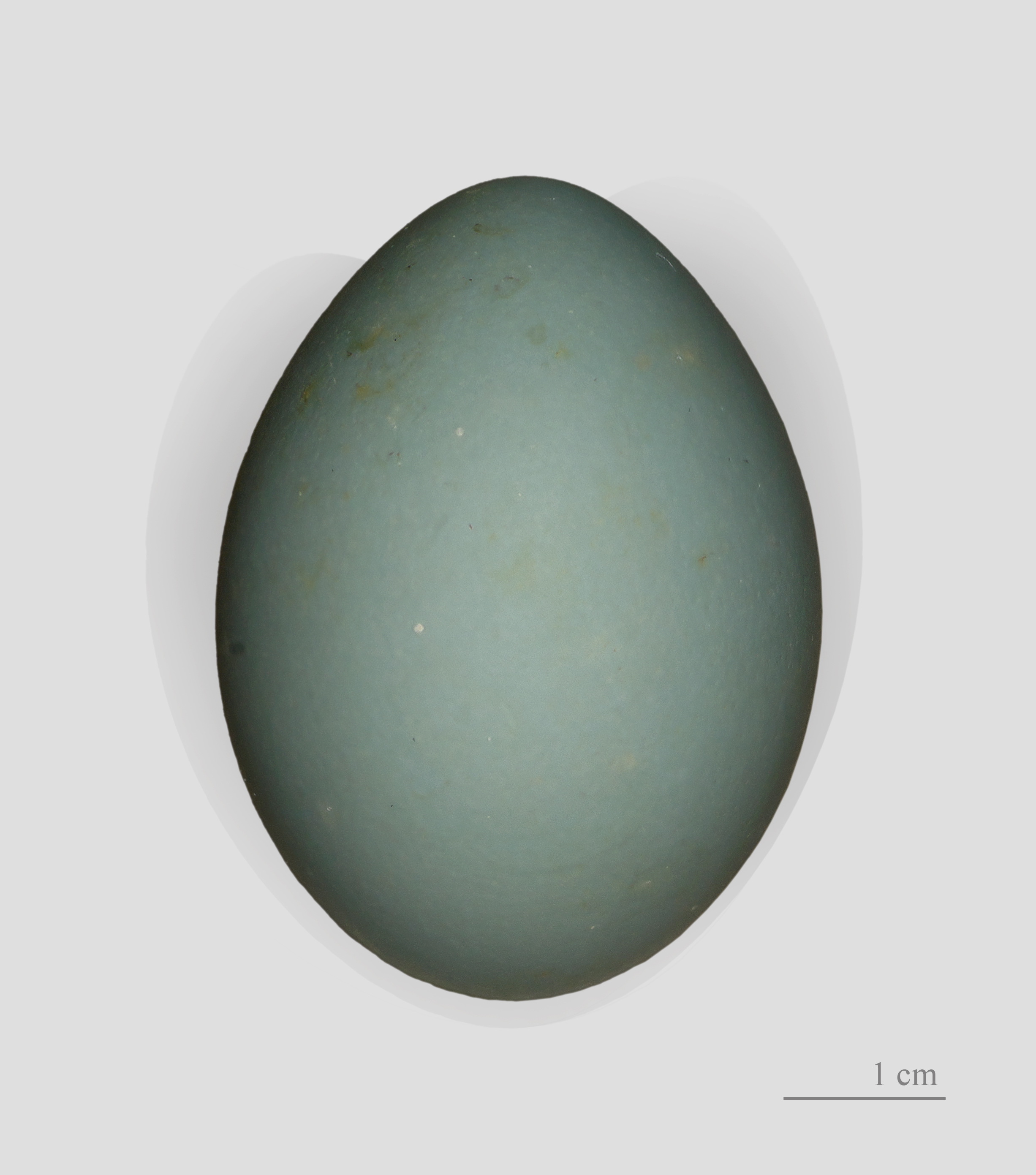
蛋
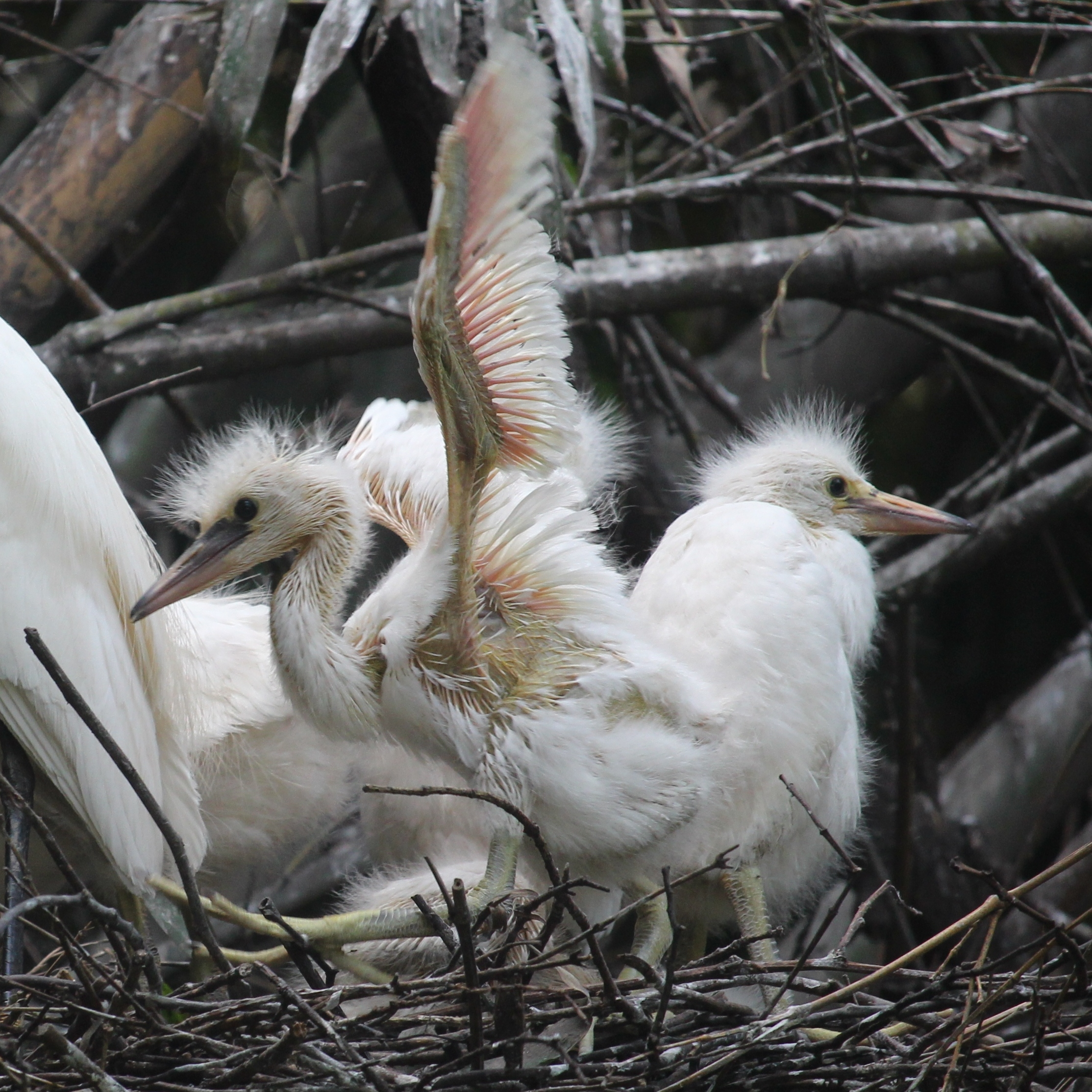
亞成鳥
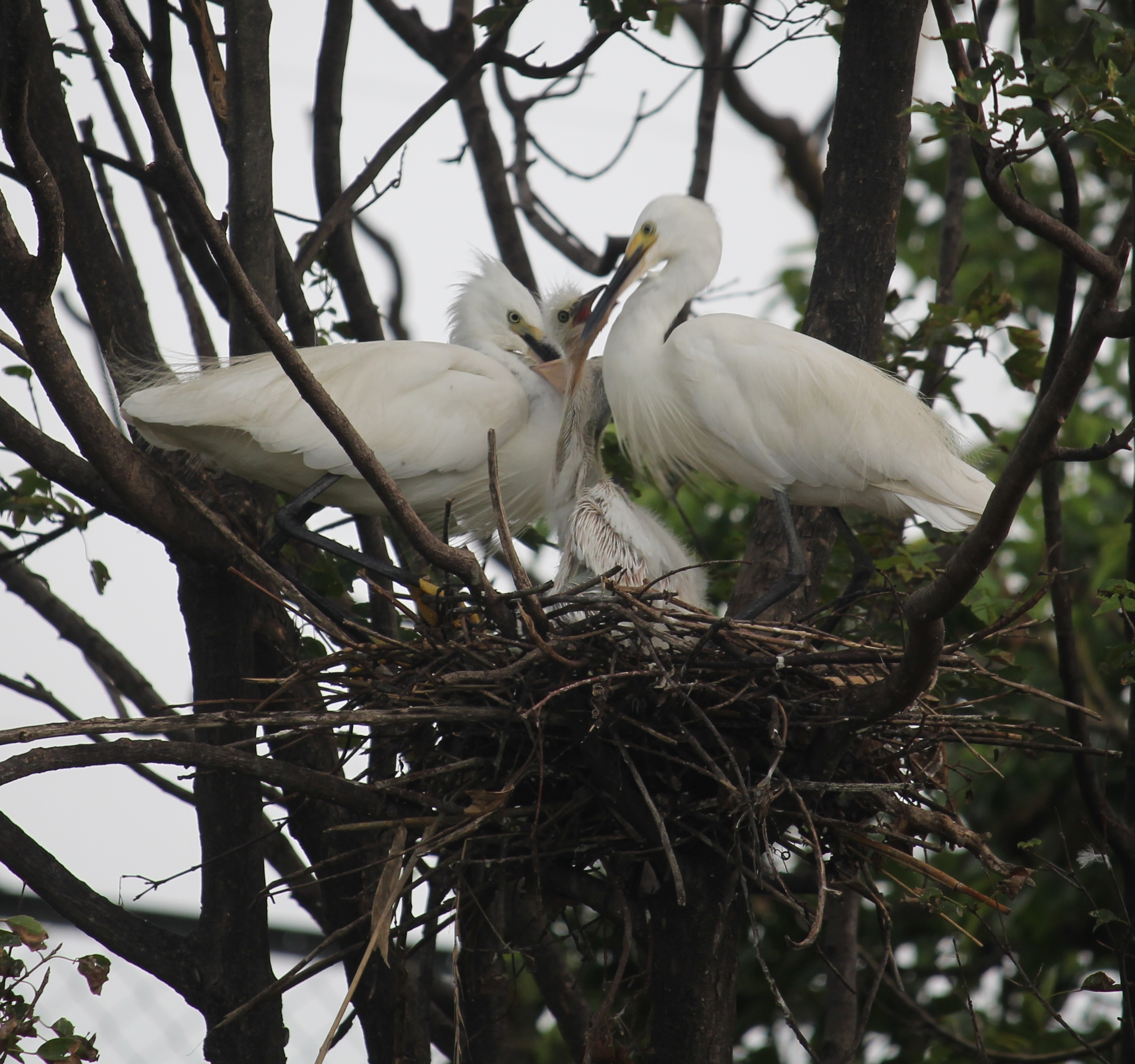
餵食亞成鳥

## 保護
全球範圍內，小白鷺並未被列為受威脅物種，事實上，過去幾十年來牠們的分佈範圍有所擴大。 國際自然保護聯盟表示，牠們的廣泛分佈和龐大總體數量意味著牠們是「無危」的物種。

### 在西北歐的狀況
歷史研究表明，小白鷺曾經在愛爾蘭和大不列顛出現過，可能很常見，但由於晚期中世紀的過度獵殺和氣候變遷在小冰期開始時的影響而滅絕。 1465年在卡伍德城堡舉行的約克大主教喬治·內維爾登基慶典宴會上包括1000隻小白鷺（以及其他許多鳥類），這表明當時在英格蘭北部有大量的種群，在1429年英格蘭國王亨利六世的加冕宴會上也有記載。 到16世紀中期牠們已變得稀少，當時「國王的採購員」威廉·高雷利「不得不向南派遣」以購買小白鷺。 1804年托馬斯·貝維克評論說，如果這就是內維爾菜單上所列的那種鳥，「難怪這種鳥在這個國家幾乎滅絕了！」

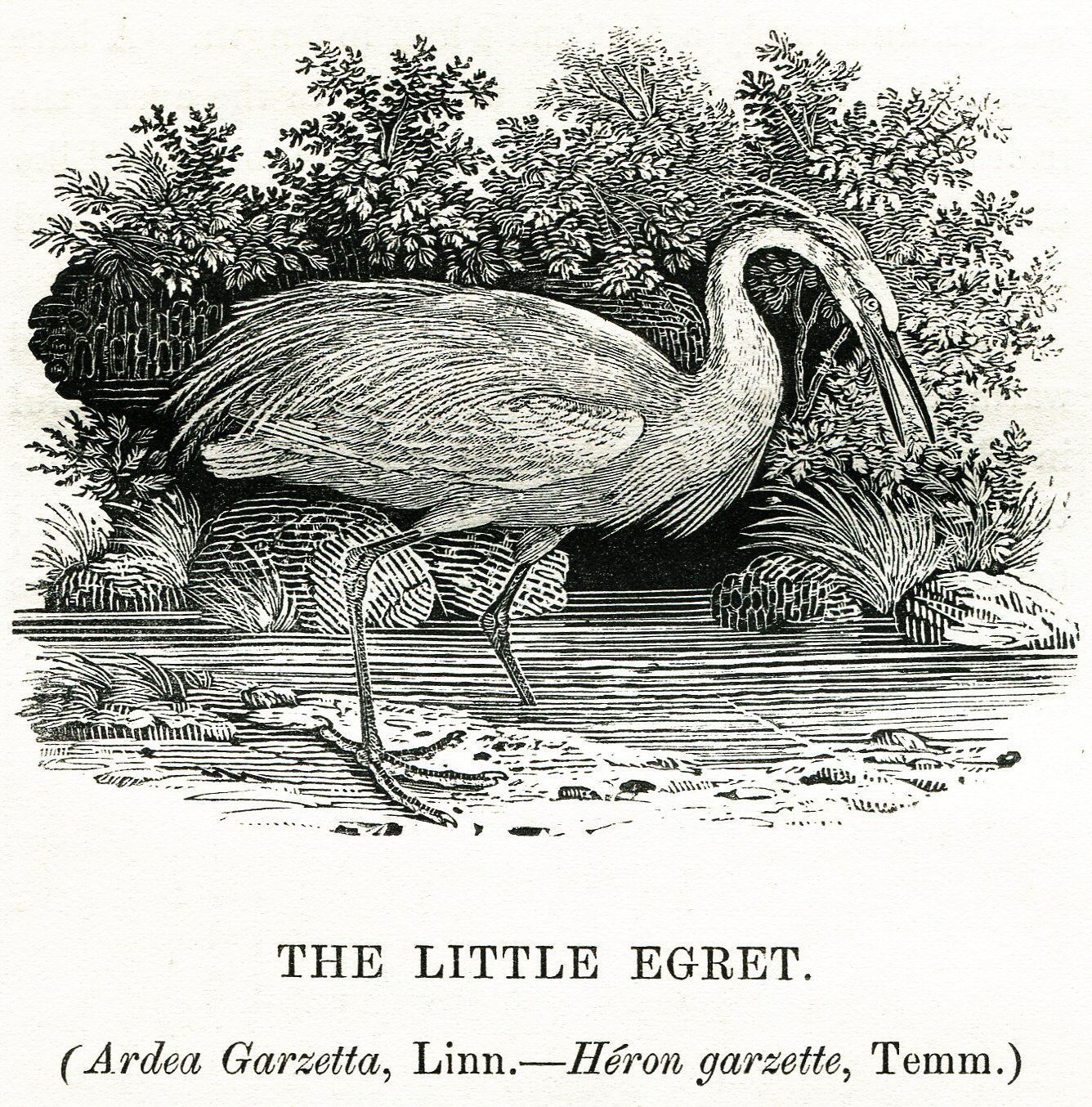
托馬斯·貝維克 的《英國鳥類史》第二卷“水鳥”中的“小白鷺”，1804 年

隨著小白鷺和其他白鷺的羽毛需求增長，整個歐洲的小白鷺數量進一步下降。自17世紀以來，這些羽毛一直在羽毛貿易中被用於裝飾帽子，但在19世紀成為一大風潮，經銷商處理的白鷺皮數量達到數百萬。 雖然沒有完整的統計數據，但僅在1885年的前三個月，倫敦就售出了750,000張白鷺皮，而1887年，一位倫敦經銷商售出了200萬張白鷺皮。 並且設立了白鷺農場，以便在不殺死鳥的情況下採集羽毛，但所謂「魚鷹羽毛」的大部分供應仍通過狩獵獲得，這使得白鷺種群數量降至危險的低水平，促使英國於1889年成立了英國皇家鳥類保護協會。
到1950年代，小白鷺的分佈已局限於南歐，保護該物種的法律被引入。這使得其種群強勁反彈；在接下來的幾十年裡，它在西法國越來越常見，後來在北部海岸也出現了。1979年，它在荷蘭首次繁殖，從1990年代起進一步擴大。估計約有22,700對在歐洲繁殖，西班牙、法國和義大利的種群穩定或增長，而希臘的種群數量則在下降。
在英國，從16世紀消失到20世紀末期，小白鷺是一種罕見的迷鳥，並沒有繁殖紀錄。然而，最近它已成為一種常見的繁殖鳥類，經常在偏愛的海岸地區大批出現。1996年，小白鷺在多塞特郡的白浪島首次繁殖，2002年在威爾士首次繁殖。 隨後種群迅速增長，2008年有超過750對在近70個群落繁殖， 並在2008年9月達到4,540隻的繁殖後總數。 蘇格蘭的首次繁殖記錄發生在2020年，在鄧弗里斯-加洛韋地區。 在愛爾蘭，該物種於1997年首次在科克郡一處地點繁殖，自此以來種群迅速擴展，到2010年已在大多數愛爾蘭郡繁殖。2010至2012年的嚴冬短暫縮減數量，該物種仍繼續擴展。

### 在澳大利亞的狀況

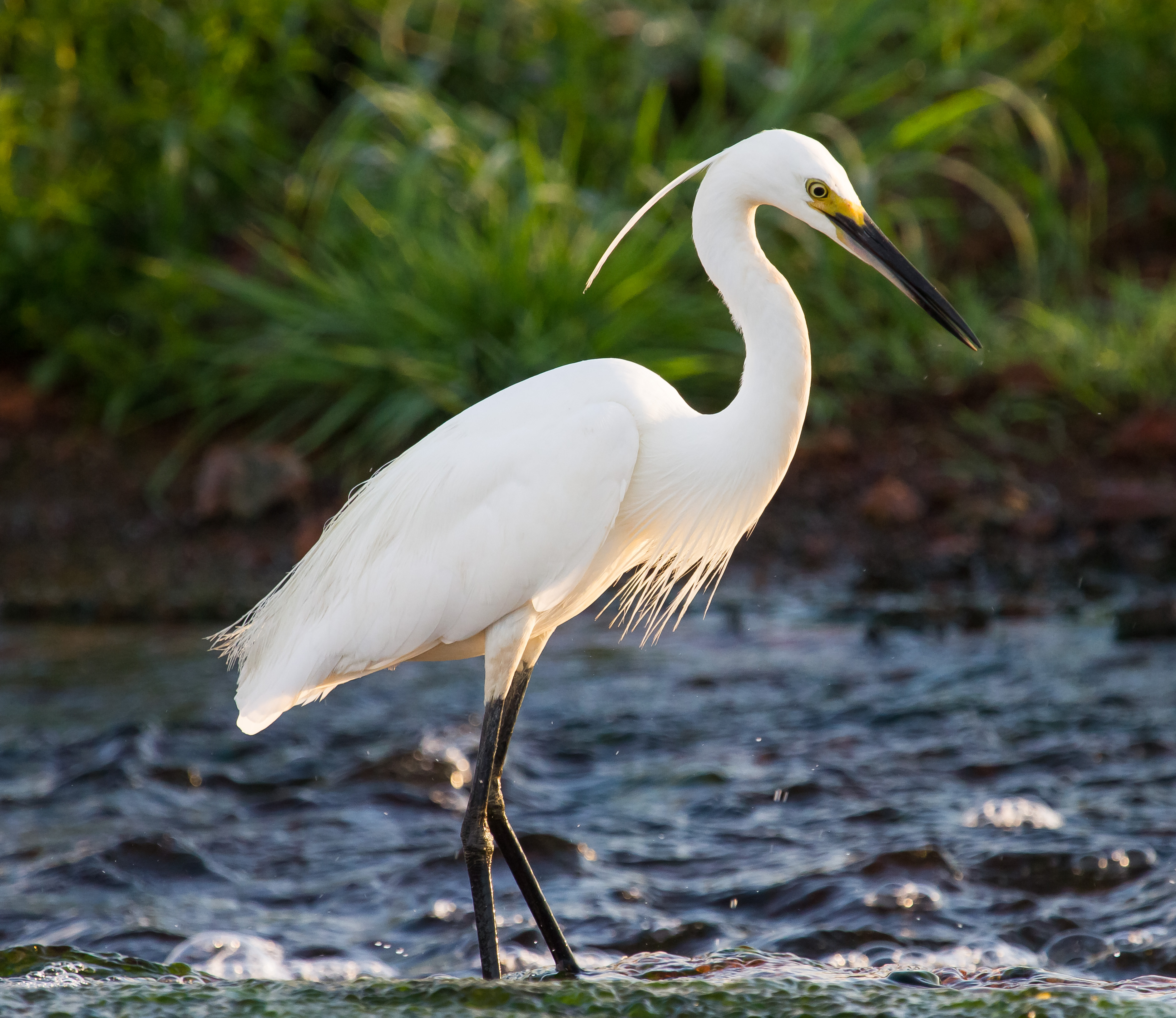
E. g. immaculata in Northern Territory, Australia

在澳大利亞，小白鷺的狀況因州而異。根據維多利亞州《1988年植物和動物保護法》，它被列為「受威脅」物種。 根據這部法律，已制定了針對該物種的恢復和未來管理的行動計劃。 在2007年維多利亞州的受威脅脊椎動物名單中，小白鷺被列為瀕危物種。

### 新大陸的殖民
隨著其分佈範圍的擴展，小白鷺現在開始擴展到新大陸。首次記錄是在1954年4月於巴巴多斯。於1994年開始在該島繁殖，現在也在巴哈馬有繁殖紀錄。 它們可能是從西非跨海過來的。 來自西班牙的繫放腳環提供了鳥類起源的線索。 這些鳥類在外觀上與雪鷺非常相似，並在巴巴多斯與這些鳥類共用殖民巢區，牠們都是最近的外來物種。小白鷺體型較大，覓食策略更多樣，且對覓食地點具有主導地位。
小白鷺在更廣泛的地區內出現越來越頻繁，從蘇里南和巴西南部到紐芬蘭、魁北克和安大略北部都有觀察記錄。北美東海岸的鳥類被認為是與雪鷺一起從加勒比地區北移的。2011年6月，在緬因州的斯卡伯勒沼澤附近的奧杜邦中心，發現了一隻小白鷺。

## 另見
- 大白鹭
- 中白鹭

## 延伸閱讀
- 《香港及華南鳥類》，尹璉、費嘉倫、林超英(1994)
- 《中國鳥類野外手冊》，馬敬能、菲利普斯、何芬奇(2000)
- 《雀鳥分類名錄》，香港觀鳥會 （页面存档备份，存于）
- 《香港方物古今》，饒玖才 著，天地圖書 出版，1999年。77-79頁。ISBN 962-950-671-8。
- 《中国鹭类》，朱曦、邹小平.北京:中国林业出版社(2001)
- 小白鷺鳴聲 （页面存档备份，存于） 香港觀鳥會鳥鳴集

## 外部連結
- Ageing and sexing (PDF) by Javier Blasco-Zumeta & Gerd-Michael Heinze
- Little Egret （页面存档备份，存于） – The Atlas of Southern African Birds
- BirdLife物种一览表：Egretta garzetta
- 互聯網鳥類收藏上有关白鹭的錄像、照片和音頻
- VIREO上白鹭的圖片
- Xeno-canto上有关Little egret的錄音

- 大白鷺和中白鷺差在哪裡？ （页面存档备份，存于）
- 大白鷺和小白鷺差在哪？ （页面存档备份，存于）